# Фрейзербург

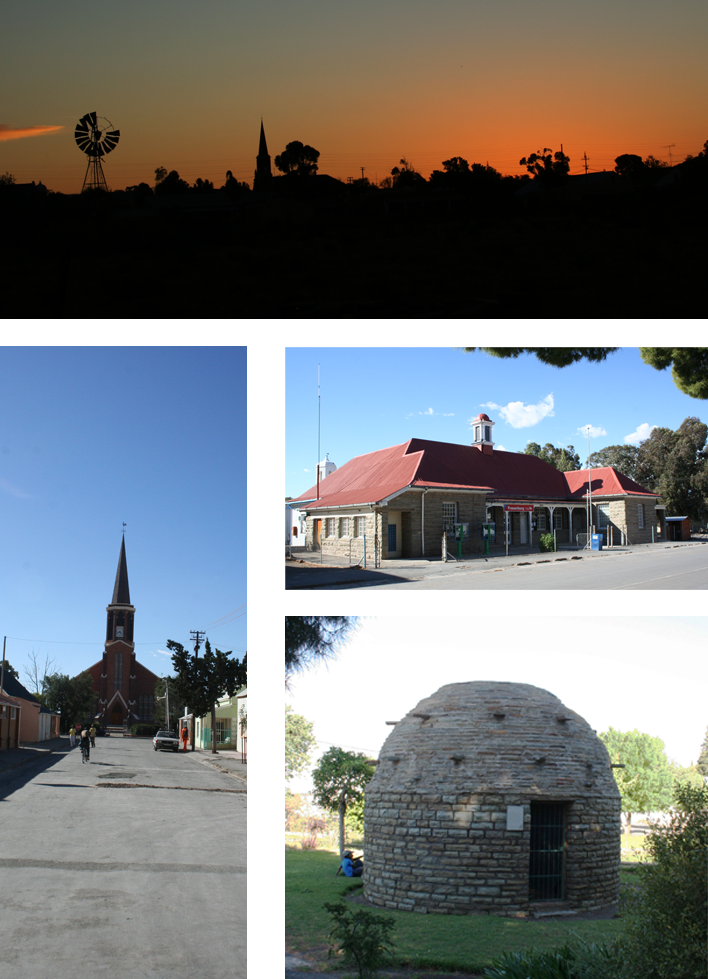
Сверху: вид города на закате. Слева: здание Голландской реформатской церкви на главной улице. Справа посредине: почтамт. Справа снизу: сводчатый дом, построенный бурами-кочевниками (трекбурами) ещё до основания города

Фрейзербург (африк. Fraserburg) — город в регионе Кару в Северо-Капской провинции ЮАР.
Город был основан в 1851 на ферме Ритфонтейн (африк. Rietfontein) и назван в честь преподобного Колина Фрейзера, иммигранта из Шотландии.
До основания города в этих местах здесь обитали готтентоты; до настоящего времени археологи находят связанные с ними артефакты. Первыми из европейцев в регион в 1759 г. прибыли трекбуры. Сохранилось имя одного из них — Виллем Стенкамп, в честь которого названа гора Стенкампсберг, африк. Steenkampsberg.
В городе — много домов викторианского стиля, построенные в эпоху шерстяного бума конца 19 — начала 20 века.
В городе сохранился хороший пример характерной для трекбуров ложносводчатой архитектуры; подобные дома есть и в других местах округа. Также Фрейзербург славится среди палеонтологов большим количеством хорошо сохранившихся ископаемых находок.
Город расположен на высоте 1260 м над уровнем моря на равнине Кару, к северу от горного массива Нювефелд, африк. Nuweveld. В настоящее время он входит в состав муниципалитета Намаква.
С точки зрения климата здесь одни из самых холодных зим в ЮАР.
Ближайшие города (все расположены на расстоянии около 100 км или более):
- Уиллистон
- Сатерленд
- Локстон
- Луи-Гамка, en:Leeu-Gamka.